# 男之水門
男之水門（おのみなと）は、記紀によると神倭伊波礼毘古命（のちの神武天皇）の兄である五瀬命が登美能那賀須泥毘古（登美毘古）との戦いで負った傷が元で絶命した場所である。古事記では「男之水門」、日本書紀では「雄水門」と記載されている。

## 概要
古事記　中つ巻によると、神倭伊波礼毘古命（神武天皇）の日向出立の時に五瀬命は神武天皇に同行した。青雲の白肩津（所在不明。大阪湾の沿岸部の何処かであると想定される）
にて、登美能那賀須泥毘古（登美毘古）と船を下りて地上戦を行った。その際、五瀬命は怪我を負うとともに戦いに敗れる。五瀬命は日に向かって戦いを行ったことが敗戦の原因と考え、回り込んで日を背にして戦うことを進言した。日本書紀では日を背にして戦う作戦は神倭伊波礼毘古命の作戦であるとの記載がある。
このため、大阪湾から紀伊半島を南に下ることになった。しかし、五瀬命の傷が重く古事記では男之水門、日本書紀では雄水門、どちらも読みは「おのみなと」で絶命する。
該当箇所は古事記より引用すると以下の部分である。
また日本書紀のよると以下の部分である。

## 比定地
- 和歌山県和歌山市小野町（おのまち） - 水門吹上神社境内に「男水門顕彰碑」が建立されている。
- 大阪府泉南市男里（おのさと） - 男神社境外摂社浜宮境内に「雄水門顕彰碑」が建立されている。